# Michael Craig
Michael Craig, pseudonimo di Michael Francis Gregson (Pune, 27 gennaio 1928), è un attore e sceneggiatore britannico, nativo dell'impero anglo-indiano.
È conosciuto per il suo operato in campo tanto in cinematografico quanto in quelli teatrale e televisivo, sia nel Regno Unito che - in particolare per il piccolo schermo - in Australia.

## Biografia
Nato da Donald Gregson, capitano del Terzo Cavalleria dell'India, rientrò in Inghilterra con la famiglia all'età di tre anni. A dieci anni la sua famiglia si trasferì in Canada, e a sedici Craig si imbarcò sulla flottiglia mercantile. Padre di tre figli - Jessica, Michael e Stephen Gregson - e zio di Natasha Gregson Wagner, nel 2005 pubblicò la sua autobiografia intitolata The Smallest Giant: An Actors Tale.

### Cinema
Craig debuttò nel cinema all'inizio degli anni cinquanta, in ruoli da comparsa; tra i primi ruoli non accreditati, da ricordare quello nella pellicola Una storia di guerra (1953) con Alec Guinness. Da allora apparve in numerosi film fra cui La dinastia del petrolio (1957), Ora X: Gibilterra o morte! (1958), Zaffiro nero (1959), La vergine di ferro (1962), Modesty Blaise - La bellissima che uccide (1966), Turkey Shoot (1982) e Appuntamento con la morte (1988). In Italia recitò sotto la direzione di Luchino Visconti in Vaghe stelle dell'Orsa... (1965). Come sceneggiatore, nel 1961 fu candidato con il fratello Richard Gregson e con Bryan Forbes all'Oscar alla migliore sceneggiatura originale per il film La tortura del silenzio.

### Teatro
Craig esordì in teatro contestualmente al suo debutto nel cinema: il suo primo impiego fu quello di assistente del direttore di scena al Castle Theatre di Farnham. Fra i lavori teatrali da lui interpretati, da ricordare A Whistle In the Dark (Apollo Theatre, 1961), The Wars of the Roses (da cui il film La guerra dei Roses, Stratford 1963-1964), Funny Girl (con Barbra Streisand, al Prince of Wales Theatre, 1964), Homecoming (Music Box Theatre, 1966-1967) e il ruolo principale in Trying al Finborough Theatre, nel 2008.

### Televisione
In televisione apparve in numerose serie come Artù re dei Britanni (1973), The Emigrants (1976), Rush - Corsa all'oro (1976), I Professionals (1980), Eddie Shoestring, detective privato (1980), The Timeless Land (1980), Triangle (1981-1983), Il brivido dell'imprevisto (1982), Robin Hood (1984), Doctor Who (per la serie Terror of the Vervoids, 1986), le serie australiane G.P. (1989-1995), Brides of Christ (1991), Grass Roots (2000) e Always Greener (2003).

### Sceneggiature
Come sceneggiatore Craig firmò una trilogia di successo per la ABC-TV The Fourth Wish. Scrisse poi la sceneggiatura del film omonimo The Fourth Wish, prodotto sull'onda del successo del serial televisivo.

## Filmografia parziale
- Una storia di guerra (Malta Story), regia di Brian Desmond Hurst (1953)
- Svengali, regia di Noel Langley (1954)
- Il cargo della violenza (Passage Home), regia di Roy Ward Baker (1955)
- La tenda nera (The Black Tent), regia di Brian Desmond Hurst (1956)
- Gli uomini condannano (Yeld to the Night), regia di J. Lee Thompson (1956)
- Donna da uccidere (Eyewitness), regia di Muriel Box (1956)
- L'uomo che vide il suo cadavere (House of Secrets), regia di Guy Green (1956)
- Alta marea a mezzogiorno (High Tide at Noon), regia di Philip Leacock (1957)
- La dinastia del petrolio (Campbell's Kingdom), regia di Ralph Thomas (1957)
- Ora X: Gibilterra o morte! (The Silent Enemy), regia di William Fairchild (1958)
- La valle delle mie colline (Nor the Moon by Night), regia di Ken Annakin (1958)
- Mare di sabbia (Sea of Sand), regia di Guy Green (1958)
- Zaffiro nero (Sapphire), regia di Basil Dearden (1959)
- Su e giù per le scale (Upstairs and Downstairs), regia di Ralph Thomas (1959)
- La tortura del silenzio (The Angry Silence), regia di Guy Green (1960)
- La tragedia del Phoenix (Cone of Silence), regia di Charles Frend (1960)
- Si spogli dottore! (Doctor in Love), regia di Ralph Thomas (1960)
- Scotland Yard non perdona (Payroll), regia di Sidney Hayers (1961)
- No My Darling Daughter, regia di Ralph Thomas (1961)
- L'isola misteriosa (Mysterious Island), regia di Cy Endfield (1961)
- Due mariti per volta (A Pair of Briefs), regia di Ralph Thomas (1962)
- Delitto di coscienza (Life for Ruth), regia di Basil Dearden (1962)
- La città prigioniera, regia di Joseph Anthony (1962)
- La vergine di ferro (The Iron Maiden), regia di Gerald Thomas (1963)
- Ore rubate (Stolen Hours), regia di Daniel Petrie (1963)
- Vaghe stelle dell'Orsa..., regia di Luchino Visconti (1965)
- Flagrante adulterio (Life at the Top), regia di Ted Kotcheff (1965)
- Modesty Blaise - La bellissima che uccide (Modesty Blaise), regia di Joseph Losey (1966)
- Un giorno... di prima mattina (Star!), regia di Robert Wise (1968)
- La grande strage dell'impero del sole (The Royal Hunt of the Sun), regia di Irving Lerner (1969)
- Lo strano triangolo (Country Dance), regia di J. Lee Thompson (1969)
- Twinky, regia di Richard Donner (1970)
- Appuntamento col disonore, regia di Adriano Bolzoni (1970)
- Una città chiamata bastarda (A Town Called Bastard), regia di Robert Parrish, Irving Lerner (1971)
- The Vault of Horror, regia di Roy Ward Baker (1973)
- A cavallo di un pony selvaggio (Ride a Wild Pony), regia di Don Chaffey (1975)
- Per amore, regia di Mino Giarda (1976)
- Appuntamento con la morte (Appointment with Death), regia di Michael Winner (1988)

## Doppiatori italiani
- Giuseppe Rinaldi in Il cargo della violenza, L'isola misteriosa, Vaghe stelle dell'Orsa...
- Pino Locchi in L'uomo che vide il suo cadavere, Zaffiro nero, Modesty Blaise - La bellissima che uccide
- Giancarlo Maestri in Appuntamento col disonore
- Nando Gazzolo ne Gli uomini condannano
- Renzo Palmer in Delitto di coscienza
- Sergio Graziani in Twinky
- Luciano Melani in La città prigioniera
- Luciano De Ambrosis in Appuntamento con la morte
- Rino Bolognesi in Appuntamento con la morte (ridoppiaggio)